# Fenland
Fenland este un district ne-metropolitan situat în Regatul Unit, în comitatul Cambridgeshire din regiunea East, Anglia.

## Orașe din cadrul districtului
- Chatteris
- March
- Wisbech